# Gene Wilder
Pour les articles homonymes, voir Wilder.

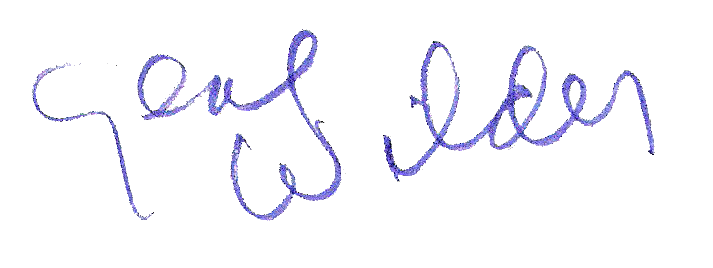
Signature.

Jerome Silberman, dit Gene Wilder, est un acteur, réalisateur et scénariste américain, né le 11 juin 1933 à Milwaukee (Wisconsin) et mort le 29 août 2016 à Stamford (Connecticut).
Découvert grâce à son rôle dans Les Producteurs de Mel Brooks, Gene Wilder s'impose au début des années 1970 au cinéma dans des comédies telles que Charlie et la Chocolaterie, Le shérif est en prison, Frankenstein Junior (1974) ou  Transamerica Express (1975). Il a par ailleurs partagé l'affiche quatre fois avec Richard Pryor, avec lequel il forme un des duos comiques inter-raciaux les plus populaires de cette période.
Il n'a aucun lien de parenté avec Billy Wilder.

## Biographie
Gene Wilder est le fils d'un couple de juifs russes ayant émigré aux États-Unis. Il étudie l'art dramatique à l'université de l'Iowa, dont il sort diplômé en 1955. Après un passage par l'armée de 1956 à 1958 et par l'Angleterre où il fréquente la Old Vic Theatre School de Bristol, il revient aux États-Unis où il donne des cours d'escrime et conduit des limousines afin de continuer le théâtre. Sa carrière décolle en 1961 lorsqu'il joue à Broadway dans des pièces comme The Complaisant Lover ou Roots. Trois ans plus tard, il est remarqué par Mel Brooks alors qu'il joue aux côtés d'Anne Bancroft, la compagne du réalisateur, dans Mother Courage and her Children.
L'année 1967 marque ses débuts au cinéma. Il incarne un fossoyeur kidnappé par le célèbre couple de bandits, Bonnie et Clyde, dans le film homonyme d'Arthur Penn. Il obtient ensuite l'un des rôles-titres dans Les Producteurs de Mel Brooks, qui avec celui de Willy Wonka, dans Charlie et la Chocolaterie (1971) de Mel Stuart et du docteur Frederick Frankenstein dans Frankenstein Junior (1974) de Mel Brooks, est l'un des plus importants de sa carrière. Dans les années 1970 et 1980, il tourne sous la direction de grands noms du cinéma tels que Woody Allen (Tout ce que vous avez toujours voulu savoir sur le sexe sans jamais oser le demander en 1972), Stanley Donen (Le Petit Prince en 1974) ou Sidney Poitier (Faut s'faire la malle en 1980). Il apparaît également à plusieurs reprises aux côtés de Richard Pryor, notamment dans deux films d'Arthur Hiller, Transamerica Express (1976) et Pas nous, pas nous (1989).
Passé maître dans la comédie, il voit sa carrière ralentir à la fin des années 1980. Il réalise tout de même deux films en 1984 et 1986 (La Fille en rouge, remake de Un éléphant ça trompe énormément d'Yves Robert, et Nuit de noce chez les fantômes), puis joue sous la direction de Leonard Nimoy dans Funny About Love en 1990.
Après le décès de sa troisième épouse, l'actrice Gilda Radner, des suites d'un cancer, il prend part activement à la recherche contre cette maladie. Il est lui-même atteint en 1999 de la maladie d'Hodgkin ; un an plus tard, il est parfaitement rétabli. Après un bref passage à la télévision dans la série Will et Grace en 2002-2003, il publie ses mémoires, Kiss Me Like a Stranger.
Le 29 août 2016, Gene Wilder décède à Stamford (Connecticut), de complications de la maladie d'Alzheimer. On retiendra de lui son rôle principal dans Willy Wonka au pays enchanté qui l'a fait découvrir au grand public (une de ses apparitions dans le film lui a valu de devenir un mème Internet) et bien entendu son interprétation du docteur Frederick Frankenstein dans l'hilarant Frankenstein Junior de Mel Brooks.

## Filmographie
- 1967 : Bonnie and Clyde d'Arthur Penn : Eugene Grizzard
- 1968 : Les Producteurs (The Producers) de Mel Brooks : Leopold "Leo" Bloom
- 1970 : Commencez la révolution sans nous (Start the Revolution Without Me) de Bud Yorkin : les jumeaux Claude et Philippe
- 1970 : Quackser Fortune Has a Cousin in the Bronx de Waris Hussein : Quackser Fortune
- 1971 : Charlie et la Chocolaterie (Willy Wonka and the Chocolate Factory) de Mel Stuart : Willy Wonka
- 1972 : Tout ce que vous avez toujours voulu savoir sur le sexe sans jamais oser le demander (Everything You Always Wanted to Know About Sex * But Were Afraid to Ask) de Woody Allen : le docteur Doug Ross
- 1974 : Le shérif est en prison (Blazing Saddles) de Mel Brooks : Jim, "The Waco Kid"
- 1974 : Frankenstein Junior (Young Frankenstein) de Mel Brooks : le docteur Frederick Frankenstein
- 1974 : Le Petit Prince (The Little Prince) de Stanley Donen : le renard
- 1974 : Rhinocéros de Tom O'Horgan : Stanley
- 1975 : Le Frère le plus futé de Sherlock Holmes (The Adventure of Sherlock Holmes' Smarter Brother)[3] de Gene Wilder : Sigerson Holmes
- 1976 : Transamerica Express (Silver Streak) d'Arthur Hiller : George Caldwell
- 1977 : Drôle de séducteur (The World's Greatest Lover)[3] de Gene Wilder : Rudy Hickman / Rudy Valentino
- 1979 : Le Rabbin au Far West (The Frisco Kid) de Robert Aldrich : Avram Belinski
- 1980 : Les Séducteurs (Sunday Lovers) de Bryan Forbes: Skippy
- 1980 : Faut s'faire la malle (Stir Crazy) de Sidney Poitier : Skip Donahue
- 1982 : La Folie aux trousses (Hanky Panky) de Sidney Poitier : Michael Jordan
- 1984 : La Fille en rouge (The Woman in Red)[3] de Gene Wilder : Teddy Pierce
- 1986 : Nuit de noce chez les fantômes (Haunted Honeymoon)[3] de Gene Wilder : Larry Abbot
- 1989 : Pas nous, pas nous (See No Evil, Hear No Evil) d'Arthur Hiller : Dave Lyons
- 1990 : Chéri, dessine-moi un bébé (Funny About Love) de Leonard Nimoy : Duffy Bergman
- 1991 : Another You de Maurice Phillips : George
- 1999 : Alice au pays des merveilles (Alice in Wonderland) de Nick Willing : la Simili-Tortue

## Distinctions

### Récompenses
- Primetime Emmy Awards  2003 : Meilleur acteur invité dans une série télévisée comique pour Will et Grace

### Nominations
- Oscars 1969 : Meilleur acteur dans un second rôle pour Les Producteurs
- Golden Globes 1972 : Meilleur acteur dans un film musical ou une comédie pour Charlie et la Chocolaterie
- Oscars 1975 : Meilleur scénario adapté pour Frankenstein Junior
- Golden Globes 1977 : Meilleur acteur dans un film musical ou une comédie pour Transamerica Express[4]

## Voix françaises
| - Serge Lhorca dans : - Bonnie et Clyde - Les Producteurs - Transamerica Express - Drôle de séducteur - Les Séducteurs - La Fille en rouge - Nuit de noces chez les fantômes - Chéri, dessine-moi un bébé - Francis Lax dans : - Tout ce que vous avez toujours voulu savoir sur le sexe sans jamais oser le demander - Le shérif est en prison - Le Frère le plus futé de Sherlock Holmes - Le Rabbin au Far West | - Jean-Claude Montalban dans : - Charlie et la Chocolaterie (2e doublage) - Pas nous, pas nous - Vincent Grass dans : - Alice au pays des merveilles (téléfilm) - Will et Grace (série télévisée) et aussi : - Michel Le Royer dans Commencez la révolution sans nous - Pierre Trabaud dans Charlie et la Chocolaterie (1er doublage) - Gabriel Cattand dans Frankenstein Junior - Gérard Hernandez dans Faut s'faire la malle - Dominique Collignon-Maurin dans Another You |